# Steven Tiley

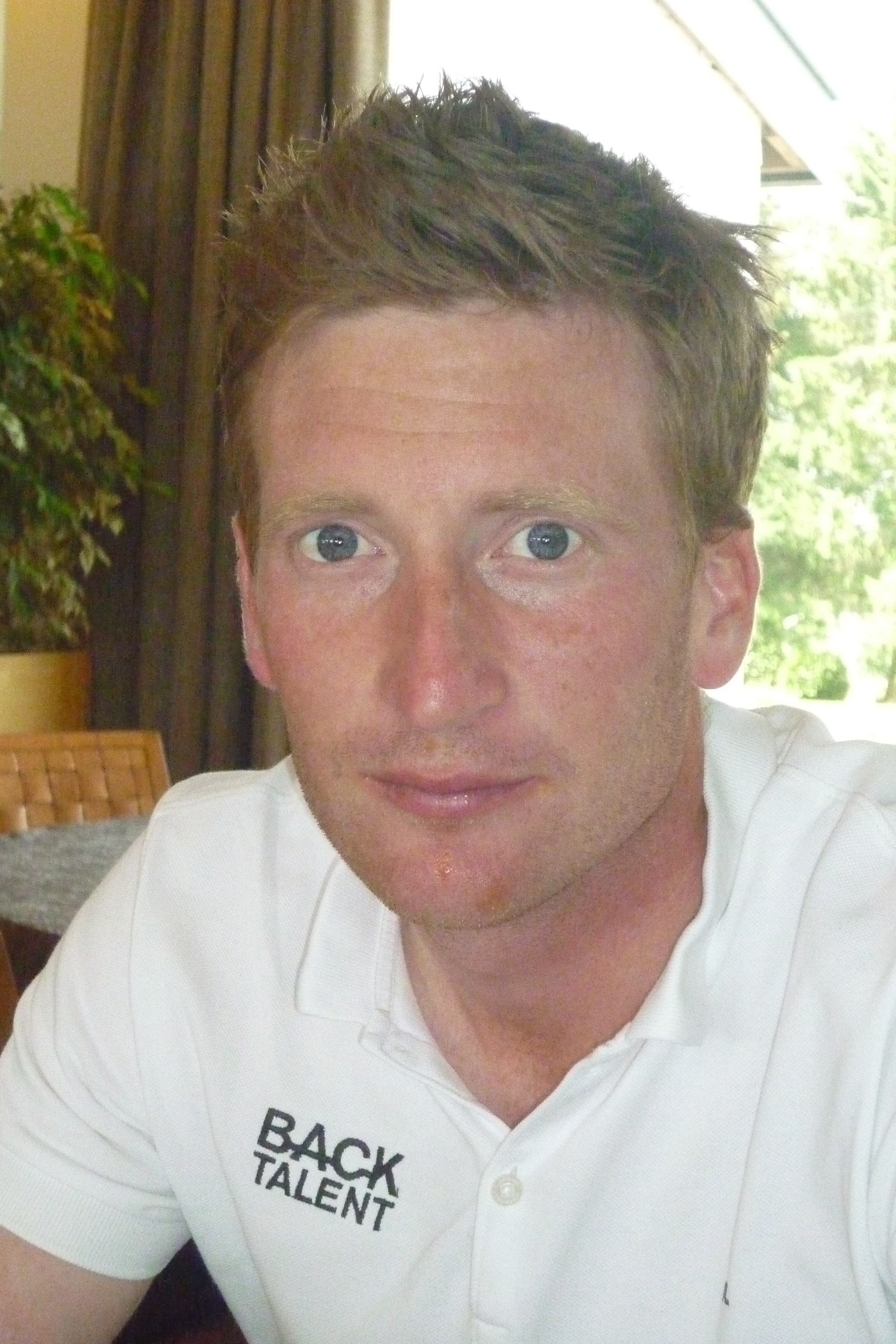
Teelenet Trophy op Waterloo, 2011

Steven Tiley (Canterbury, 11 september 1982) is een golfprofessional uit Engeland.

## Amateur
Steven Tiley studeerde aan de Universiteit van Georgia. In 2005 had hij daar de laagste gemiddelde score (71,58).

### Teams
- Home Internationals: 2004 (winnaars)
- England European Men’s Championship: 2005 (winnaars)
- Home Internationals: 2005
- Palmer Cup: 2005

## Professional
Tiley werd in 2007 professional en had toen handicap +3. Hij speelde vooral op de Aziatische PGA Tour en de Europese Challenge Tour.
In 2009 won hij het Egyptisch Open in Caïro en zijn naam staat nu op de 88 jaar oude trofee.
In 2004 speelde hij als amateur het Brits Open nadat hij de kwalificatie had gewonnen met 67-70. Hij eindigde toen op de 85ste plaats. In 2010 overleeft hij een 3-persoons play-off op Scotscraig en kwalificeerde zich weer voor het Brits Open. 

### Gewonnen
- 2009: Egyptisch Open (-13)